# تاتيانا بربينيس
تاتيانا بربينيس (بالأوكرانية: Перебийніс Тетяна Юріївна) مواليد 15 ديسمبر 1982 في خاركيف، الجمهورية الأوكرانية السوفيتية الاشتراكية، الاتحاد السوفيتي، هي لاعبة كرة مضرب أوكرانية سابقة بدأت مسيرتها كمحترفة سنة 1996 وكانت تلعب باليد اليمنى، اعتزلت اللعب في 2010. كما أنها إحدى بطلات الجراند سلام. أعلى تصنيف لها في الفردي كان المركز الـ 55 في سنة 2008. سبق أن شاركت في دورة الألعاب الأولمبية الصيفية.

## النهائيات

### نهائيات البطولات الكبرى

#### الزوجي المختلط: 1 (0-1)
| الحصيلة | السنة | البطولة  | الأرضية | الشريك    | المنافس                | النتيجة  |
| ------- | ----- | -------- | ------- | --------- | ---------------------- | -------- |
| الوصافة | 2005  | ويمبلدون | عشبية   | بول هانلي | ماري بيرس ماهيش بوباثي | 4–6, 2–6 |

## الخط الزمني للفردي
مفتاح
| ف | ن | ن.ن | ر.ن | د# | د.م | ل | أ.أ | ت | غ | ب | ف | ذ | م.خ | ل.ت |

(ف) فاز بالبطولة (ن) وصل النهائي (ن.ن) نصف النهائي (ر.ن) ربع النهائي (د#) الأدوار الأربعة الأولى (د.م) دور المجموعات (ل) شارك في كأس ديفيز (أ.أ) خرج من الأدوار الاولى (ت) خسر التصفيات التأهيلية (غ) غاب عن الحدث أو البطولة (ب) حصل على ميدالية برونزية (ف) حصل على ميدالية فضية (ذ) حصل على ميدالية ذهبية (م.خ) بطولة الماسترز خُفضت إلى مرتبة أقل (ل.ت) البطولة لم تعقد في السنة المعينة.
لتجنب الارتباك وازدواجية الحساب، يتم تحديث هذه المعلومات إما في نهاية البطولة، أو عندما تكون مشاركة اللاعب في البطولة قد انتهت.
| الدورة                        | 1999 | 2000 | 2001 | 2002 | 2003 | 2004 | 2005 | 2006 | 2007 | 2008 | إجمالي ف/خ |
| ----------------------------- | ---- | ---- | ---- | ---- | ---- | ---- | ---- | ---- | ---- | ---- | ---------- |
| الجراند سلام                  |      |      |      |      |      |      |      |      |      |      |            |
| بطولة أستراليا المفتوحة للتنس | غ    | غ    | ت1   | ت3   | ت1   | د1   | د2   | غ    | ت2   | د2   |            |
| دورة رولان غاروس الدولية      | غ    | غ    | ت1   | ت1   | د1   | د3   | د1   | غ    | ت2   | د1   |            |
| بطولة ويمبلدون                | غ    | غ    | ت2   | د1   | د2   | د3   | د1   | ت2   | د2   | د2   |            |
| أمريكا المفتوحة               | غ    | غ    | د1   | ت2   | د2   | د1   | غ    | ت1   | د1   | د3   |            |
| جراند سلام فوز-خسارة          |      |      |      |      |      |      |      |      |      |      |            |
| الألعاب الأولمبية             |      |      |      |      |      |      |      |      |      |      |            |
| الأولمبياد الصيفي             | ل.ت  | غ    | ل.ت  | ل.ت  | ل.ت  | د2   | ل.ت  | ل.ت  | ل.ت  | -    |            |

- إجمالي ف/خ = إجمالي الفوز والخسارة

## روابط خارجية
- تاتيانا بربينيس على موقع رابطة محترفات التنس (الإنجليزية)
- تاتيانا بربينيس على موقع الاتحاد الدولي لكرة المضرب (الإنجليزية)
- تاتيانا بربينيس على موقع كأس بيلي جين كينغ (الإنجليزية)
- تاتيانا بربينيس على موقع خلاصة التنس.كوم (الإنجليزية)
- تاتيانا بربينيس على موقع إي إس بي إن.كوم (الإنجليزية)
- تاتيانا بربينيس على موقع أوليمبيديا (الإنجليزية)